# ロイヤル・オペラ・ハウス
ロイヤル・オペラ・ハウス（Royal Opera House）は、ロンドンのコヴェント・ガーデンに所在する歌劇場。単に「コヴェント・ガーデン」と称してこの歌劇場を指すこともあり、またROHと略記されることもある。ロイヤル・オペラ、ロイヤル・バレエ団そしてロイヤル・オペラ・ハウス・オーケストラの本拠地として使用されている。
現在存在する建築物は3代目にあたる。ファサードと玄関、聴衆席は1856年に作られたものが残っているが、それ以外の部分については1990年代に改装されたものである。合計2,174人の聴衆を収容できる4階建ての円形観客席を有し、舞台の幅は12.20 m、高さ14.80 mである。観客席部分はイギリスの指定建造物となっている。
ドイツ圏の歌劇場に比べると先鋭的な読み替え演出は少ない。舞台の横幅がウィーン国立歌劇場、バイエルン国立歌劇場、ミラノ・スカラ座などの約半分と見劣りするものの、特に装置、キャスト、演奏水準は英国第一の歌劇場に相応しいレベルを維持している。オーケストラをはじめカンパニーは戦後に整備されたもので歴史は浅いが、これも比較的短期間で他の古参オペラハウスに見劣りのしない水準を獲得している。オペラの作品そのものを楽しむには非常に適した劇場ということで、1980年代より非常に多くの映像ソフトが日本でも紹介されている。専属管弦楽団はロンドンで唯一三桁の団員を擁する大編成オーケストラだが、伝統的に定期的なコンサート活動は行っていない。

## 歴史

### ダベナント・パテント
ロイヤル・オペラ・ハウスの始まりは、17世紀にイングランド国王チャールズ2世がサー・ウィリアム・ダベナントに渡した特許状に由来する。これにより、当時1つの劇団しかなかったロンドンにおいてダベナントは新しい団体を運営することを認められた。この特許状は20世紀の初めまで歌劇場が所有していたが、第一次世界大戦終結後にアメリカ合衆国の大学図書館へ売却されている。

### 初代の劇場

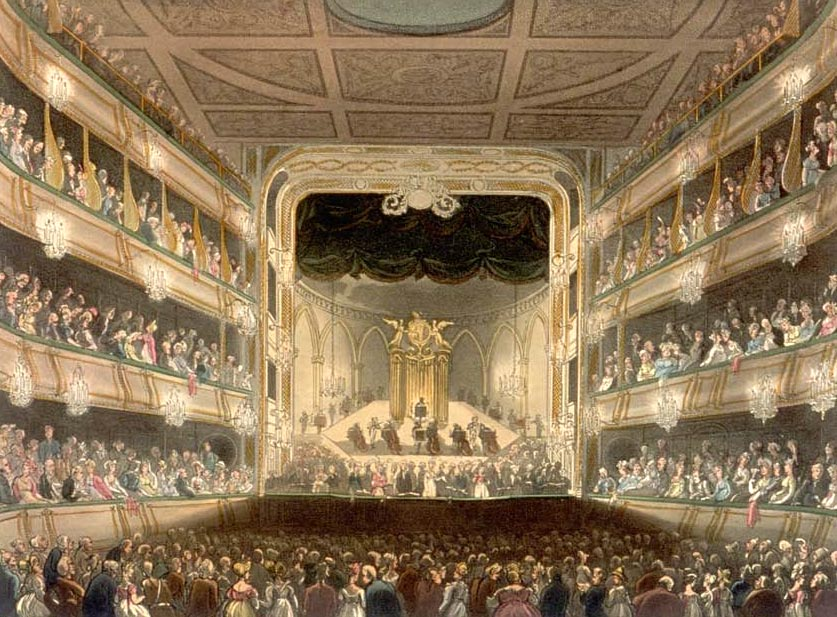
初代の歌劇場
火災で焼失する直前の1808年に描かれた。

1728年に俳優兼マネージャーであったジョン・リッチは、劇作家ジョン・ゲイの『乞食オペラ』を上演した。このオペラは大きな成功を収め、これにより得た資金を元に歌劇場の建設が決定、エドワード・シェファードの設計による初代のシアター・ロイヤル (Theatre Royal) が建設され、1732年12月7日に1回目の公演が行われた。
数百年の間、シアター・ロイヤルはオペラ以外の公演も行う劇場として機能している。これはチャールズ2世により認可された特許状が、ロンドンにおける演劇全般を開催する独占権を与えていたためである。
ゲオルク・フリードリヒ・ヘンデルは、本拠地のヘイマーケット国王劇場をライバルの貴族オペラに奪われたため、1734年から貴族オペラの倒産する1737年までコヴェント・ガーデンでオペラを上演した。また、1743年以降のオラトリオ作品の大部分もコヴェント・ガーデンで上演された。彼がジョン・リッチへと譲ったオルガンは舞台の最も目立つ位置に据えられていた。なお、1808年に発生した火事によってこのオルガンを含め、多くの物品は失われてしまった。

### 2代目の劇場

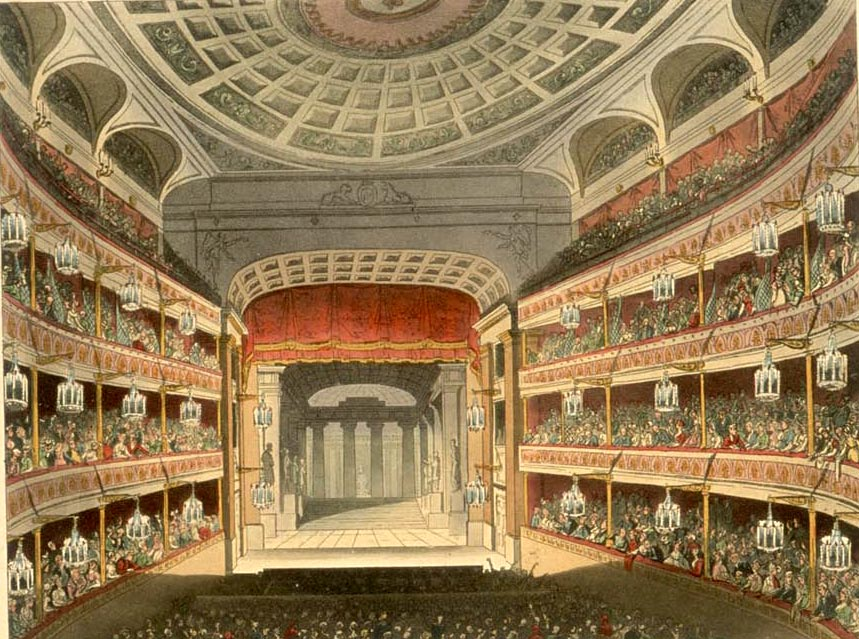
お披露目直後の2代目シアター・ロイヤル

歌劇場の再建は同年12月に開始された。ロバート・スマークにより設計が行われた建物は1809年9月18日に第1回公演が行われ、『マクベス』の上演に続いて『The Quaker』と題される作品が披露された。再建費用を捻出するために代金が値上げされていたが、作品があまりにお粗末であったために観客は杖を鳴らし、野次り、果てには踊りだす者さえ出る始末であった。旧料金騒動 (Old Price Riots) はその後2ヶ月あまり続き、運営者は根負けして値下げを余儀なくされた。

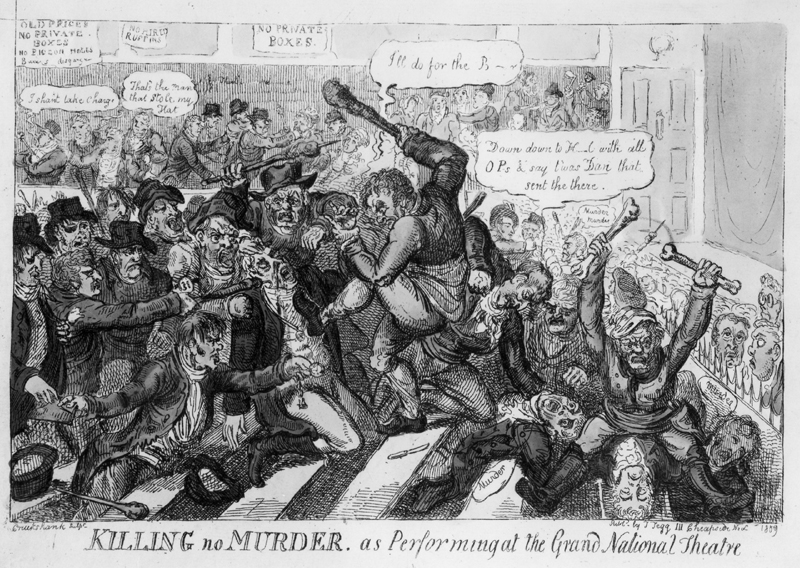
1809年の旧料金騒動
オールド・プライス・ライオッツ

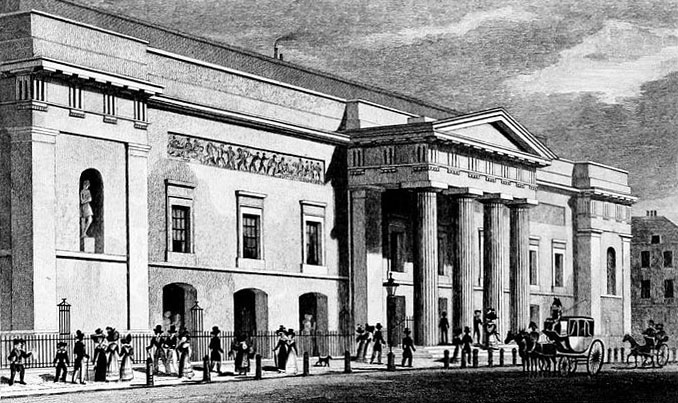
1820年代の歌劇場

この頃、ロンドンにおける娯楽は多様化していた。オペラとバレエはその中心であったが、決してそれだけではなかった。1843年には劇場法 (Theatres Act) が成立し、特許状による独占が廃止された。オペラ、バレエともにヘイマーケットのハー・マジェスティーズ・シアターに人気が集まっていたが、1846年に指揮者のマイケル・コスタが経営者との対立によってコヴェント・ガーデンへと移籍すると、多くの団員が彼に従ってハー・マジェスティーズを去った。その後、観客席の改装が行われ、ロイヤル・イタリアン・オペラと改称した歌劇場は1847年4月6日にジョアキーノ・ロッシーニの『セミラーミデ』の上演によって再開された。

### 3代目の劇場
1856年3月5日に劇場は再び火事に襲われた。翌年、エドワード・ミドルトン・バリーの設計により崩壊した部分の再建が開始され、1858年5月15日にジャコモ・マイアベーアの『ユグノー教徒』の上演によって再開された。歌劇場は1892年にロイヤル・オペラ・ハウスへと名称を変更した。フランス語およびドイツ語作品の上演も増え、毎年夏と冬にオペラおよびバレエの公演が行われた。
第一次世界大戦中には建設省 (Ministry of Works) によって接収され、家具の保管場所として利用された。第二次世界大戦中はダンスホールとして用いられている。戦後そのままダンスホールとして利用する計画が持ち上がったが、長期にわたる折衝のすえ歌劇場として再建することが決まり、音楽出版社であるブージー・アンド・ホークスが建物の賃貸契約を結んだ。
デイヴィッド・ウェブスターが総監督に、さらにはサドラーズ・ウェルズ・バレエ団（現ロイヤル・バレエ団が常設のバレエ団として招かれた。そして運営団体としてコヴェント・ガーデン・オペラ・トラストが設置された。
ロイヤル・オペラ・ハウスは1946年2月20日にオリヴァー・メッセルの手による『眠れる森の美女』の上演により再開された。ウェブスターは音楽監督のカール・ランクルとともに常設団体の設置を進めた。同年12月、ヘンリー・パーセル作『妖精の女王』が上演された。翌年1月14日、コヴェント・ガーデン・オペラ・カンパニーによる初演作品、ジョルジュ・ビゼーの『カルメン』が披露された。

### 1990年代の再建計画

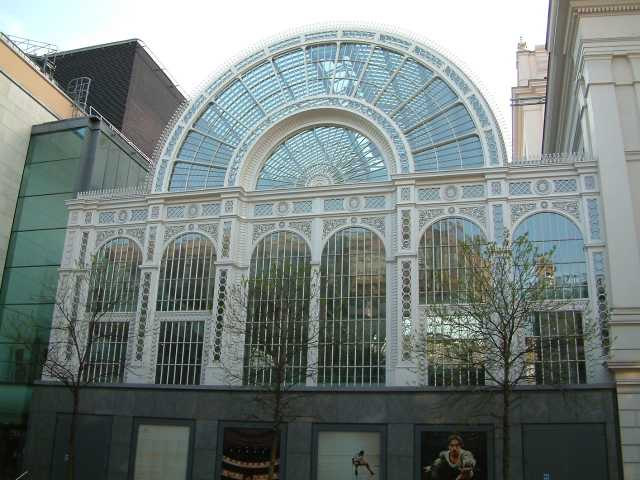
フローラル・ホール

1960年代に円形客席部分の拡張など小規模の改装が実施されていたが、根本的な大改装が必要であるとの意見が次第に強まっていた。1975年労働党政府は長期間におよぶ改装工事に使用するため、隣接する土地を歌劇場へ与えた。1995年には資金のめどが付き、翌1996年から2000年までの4年間を用いて大規模な改装工事に取りかかった。
観客席以外の大部分および歌劇場に隣接する建物を取り壊し、全ての部分を大きく拡大させることが計画された。新しい歌劇場は以前の倍にもおよぶ容積を有している。
新歌劇場は以前と同様の馬蹄型観客席を有しているが、技術設備、リハーサル用設備、オフィス、教育用施設など新しい機能が盛り込まれた。地下にはリンブリー・シアターと呼ばれる新しい劇場が設けられた。歌劇場に隣接し、コヴェント・ガーデン・マーケットとして利用されていた旧フローラル・ホールも、歌劇場の一部として取り込まれた。現時点ではヨーロッパにおける最も近代的な設備を誇る歌劇場となっている。

## 音楽監督
- 1946年 - 1951年 カール・ランクル
- 1951年 - 1955年 不在
- 1955年 - 1958年 ラファエル・クーベリック
- 1958年 - 1961年 不在
- 1961年 - 1971年 ゲオルク・ショルティ
- 1971年 - 1987年 コリン・デイヴィス
- 1987年 - 2002年 ベルナルト・ハイティンク
- 2002年 - 2024年 アントニオ・パッパーノ
- 2025年 - ヤグブ・フルシャ

## 備考
- 映画『フィフス・エレメント』の撮影に使用された。